# Fionnuala Ní Aoláin

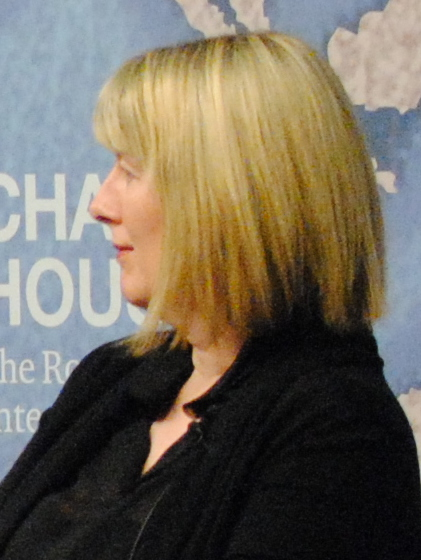
Fionnuala Ní Aoláin (2016)

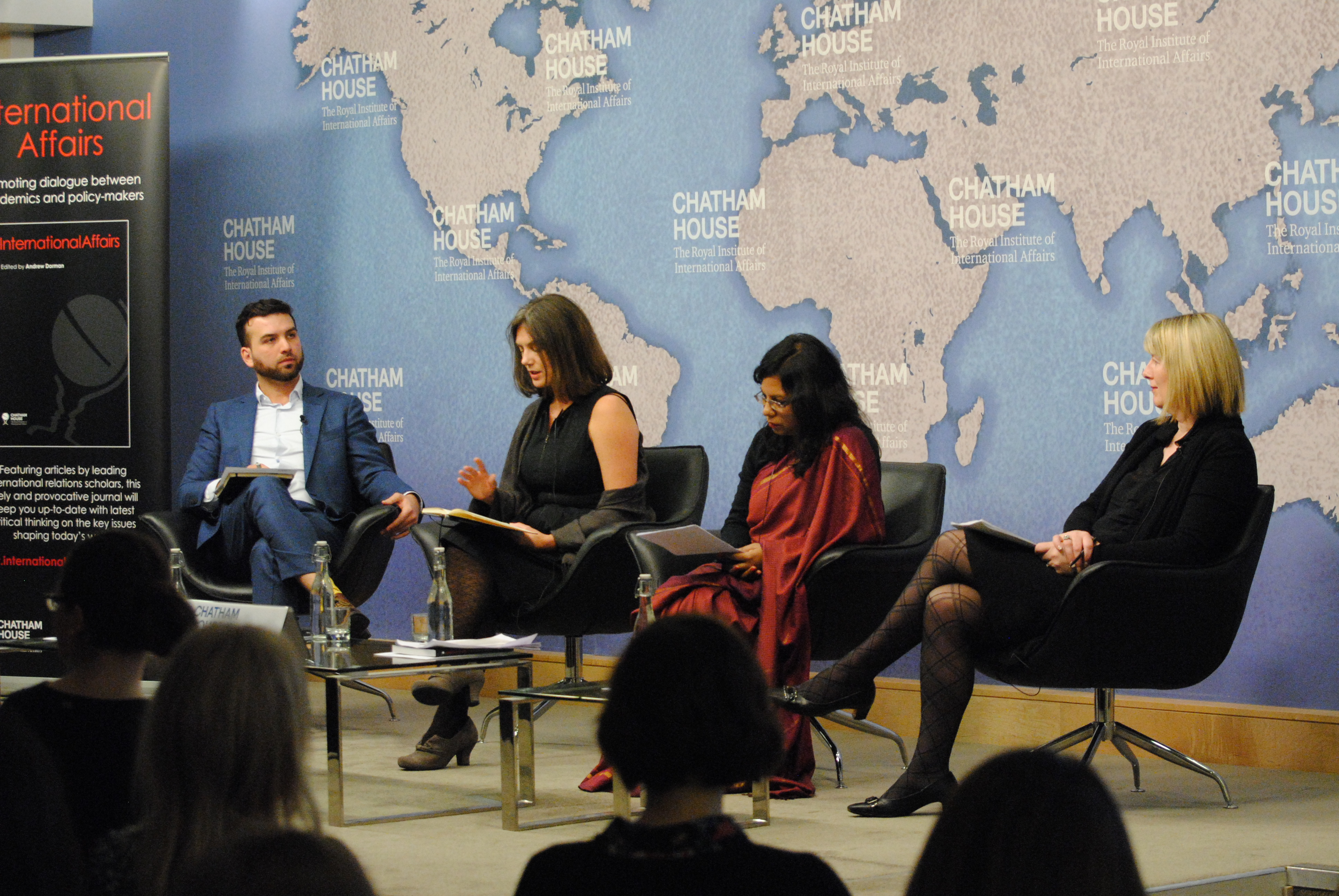
Von links: Fionnuala Ní Aoláin, Robina Chair in Law, Public Policy, and Society, University of Minnesota; Professor of Law, University of Ulster Dr Soumita Basu, Assistant Professor, Department of International Relations, South Asian University Dr Laura J. Shepherd, Visiting Fellow, LSE Gender Institute and Centre for Women, Peace and Security; Associate Professor of International Relations, UNSW Australia Chair: Dr Paul Kirby, Visiting Fellow, LSE Centre for Women, Peace and Security; Lecturer in International Security, University of Sussex

Fionnuala D. Ní Aoláin ([⁠ˈfʲɪn̪ˠuəl̪ˠə nʲiː ˈiːl̪ˠaːnʲ⁠]; * 9. November 1967 in Galway) ist eine irische Professorin der Rechtswissenschaft, die sich auf Menschenrechte im Völkerrecht spezialisiert hat.

## Werdegang
Ní Aoláin absolvierte die Queen’s University Belfast (LL.B. 1990, PhD 1998) und die Columbia Law School (LLM 1996).
1994 war sie Gastprofessorin für den Studiengang Menschenrechte der Harvard Law School. Von 1994 bis 1996 war sie Associate-in-Law an der Columbia Law School, anschließend von 1996 bis 2000 Gastprofessorin an der School of International and Public Affairs der Columbia University. Von 1997 bis 1999 war sie außerordentliche Professorin für Recht an der Hebräischen Universität Jerusalem. Von 2001 bis 2002 war sie Gastprofessorin an der Princeton University, von 2003 bis 2004 an der Law School der University of Minnesota und von 2012 bis 2013 an die Harvard Law School.
Ní Aoláin wurde im Dezember 2000 von der irischen Regierung zum Mitglied der irischen Menschenrechtskommission ernannt, für die die Schaffung durch das Karfreitagsabkommen vorgeschrieben war. Von 2011 bis 2012 war sie Beraterin der UN Women und des Büros des Hohen Kommissars der Vereinten Nationen für Menschenrechte, Study on Reparations for Conflict Related Sexual Violence (Studie über Wiedergutmachungen für konfliktbedingte sexuelle Gewalt). Sie ist Vorsitzende des Vorstands des International Women's Program der Open Society Foundations und seit 2014 mit Oona A. Hathaway und Larry D. Johnson, Co-Vorsitzende der Jahrestagung der Amerikanischen Gesellschaft für internationales Recht.
Sie wurde 2004 von der irischen Regierung beim Europäischen Gerichtshof für Menschenrechte nominiert und war sowohl die erste Frau als auch die erste akademische Anwältin, die nominiert wurde.
Von 2009 bis 2012 war sie exekutives Mitglied der American Society of International Law und des Committee on the Administration of Justice (CAJ) einer Menschenrechtsorganisation in Nordirland. Sie ist Mitglied des Irish Council for Civil Liberties und wurde 2003 vom Generalsekretär der Vereinten Nationen als Special Expert on promoting gender equality in times of conflict and peace-making (Spezialexpertin für die Förderung der Gleichstellung der Geschlechter in Zeiten von Konflikten und Friedensstiftung) ernannt.
Gleichzeitig ist sie Professorin für Recht an der Universität von Ulster in Nordirland, wo sie Völkerrecht und internationales Menschenrecht unterrichtet. Sie ist Gründerin und derzeit stellvertretende Direktorin des Transitional Justice Institute sowie Professorin für Recht an der University of Minnesota Law School.
Sie ist mit Oren Gross verheiratet, der auf einem Lehrstuhl für Rechtswissenschaft  der University of Minnesota Law School sitzt, auf dem schon Irving Younger gesessen hat.
2015 war sie Mitglied in der Anwaltssocietät Dorsey & Whitney in New York City, der auch Rechtsanwälte angehören, welche zu den Guantanamo Bay attorneys gehören.
Gleichzeitig hatte sie eine Professur für Rechtswissenschaft an der Law School der University of Minnesota und hatte eine Professur der für Rechtswissenschaft an der University of Ulster.
Auf seiner fünfunddreißigsten Tagung ernannte der UN-Menschenrechtsrat Fionnuala Ní Aoláin zur Sonderberichterstatterin für die Förderung und den Schutz der Menschenrechte und Grundfreiheiten bei der Terrorismusbekämpfung. Sie trat dieses Amt am 1. August 2017 an.
Am 18. Oktober 2017 gab sie ihren ersten Bericht bei einer Sitzung der Vollversammlung der Vereinten Nationen.
Am 9. April 2020 nahm sie zu den verschärften ägyptischen Antiterror-Gesetzen Stellung: Vorschriften im Rahmen des umfassenden ägyptischen Antiterrorgesetzes untergraben die grundlegenden Menschenrechte weiter und könnten zu willkürlicheren Inhaftierungen, Verschwindenlassen und Foltervorwürfen sowie zu einem umfassenderen Vorgehen gegen die Meinungs-, Gedanken-, Vereinigungs- und Versammlungsfreiheit führen. 2023 gab sie das Amt an den Australier Ben Saul weiter.

## Bücher
- Fionnuala Ní Aoláin: The Politics of Force – Conflict Management and State Violence in Northern Ireland. Blackstaff Press, 2000, ISBN 0-85640-668-6.
- Fionnuala Ní Aoláin, Oren Gross: Law in Times of Crisis – Emergency Powers in Theory and Practice. Cambridge University Press, 2006, ISBN 0-521-83351-5. (This book was awarded the American Society of International Law’s Certificate of Merit for its contribution to creative scholarship.)
- D. S. Weissbrodt, F. Ní Aoláin u. a.: International Human Rights: Law, Policy and Process. 4. Auflage. Lexis Pub, 2009, ISBN 978-1-4224-1173-5.
- F. Ní Aoláin, D. S. Weissbrodt u. a.: Selected International Human Rights Instruments and Bibliography for Research on International Human Rights. 4. Auflage. LexisNexis, 2009, ISBN 978-1-4224-1174-2.
- F. Ní Aoláin, D. F. Haynes, N. Cahn: On the Frontlines: Women, War and the Post-Conflict Process. Oxford University Press, 2011, ISBN 978-0-19-539665-2.
- F. Ní Aoláin, D. S. Weissbrodt: Development of International Human Rights Law. Ashgate Publishing, 2013, ISBN 978-1-4094-4129-8.
- F. Ní Aoláin, O. Gross (Hrsg.): Guantánamo and Beyond: Exceptional Courts and Military Commissions in Comparative Perspective. Cambridge University Press, 2013, ISBN 978-1-107-63171-7.

## Auszeichnungen und Anerkennungen
- Stipendien: 1992-1994: Lawlor Foundation Award, 1993-1994: Fulbright-Stipendiums, 1997–99: Teaching awards (Provost list of excellent teachers) - Hebrew University. Israel. Ranked among top 10% of all University teachers. 1996–97: Robert Schuman Scholarship (Civil Liberties Division of the European Parliament) 1998-2001: Yigal Allon (All Israeli University-wide Arard to a promising academic)[8]

- Ní Aoláin wurde im Mai 2019 zum Mitglied der Royal Irish Academy gewählt.[9]

- 2025 wurde sie zum auswärtigen Mitglied der British Academy ernannt.[10]